# Diocèse de Bielsko-Żywiec
Le diocèse de Bielsko–Żywiec (en latin : Dioecesis Bielscensis-Zyviecensis) est un diocèse catholique de Pologne de la province ecclésiastique de Cracovie dont le siège est situé à Bielsko-Biała, dans la voïvodie de Silésie. L'évêque actuel est Roman Pindel (it), depuis 2013.

## Historique
Le diocèse de Bielsko–Żywiec a été créé le 25 mars 1992 en prélevant des territoires de l'archidiocèse de Cracovie et de l'archidiocèse de Katowice .

## Églises principales de Bielsko–Żywiec
L'église Saint-Nicolas (en polonais : Katedra św. Mikołaja w Bielsku-Białej) de Bielsko-Biała est la cathédrale du diocèse.
L'église de la Nativité-de-la-Bienheureuse-Vierge-Marie (en polonais : Konkatedra Narodzenia Najświętszej Maryi Panny w Żywcu) de Żywiec est la cocathédrale du diocèse de Bielsko–Żywiec. Elle est aussi appelée cathédrale de Żywiec (it).
- Basiliques mineures :

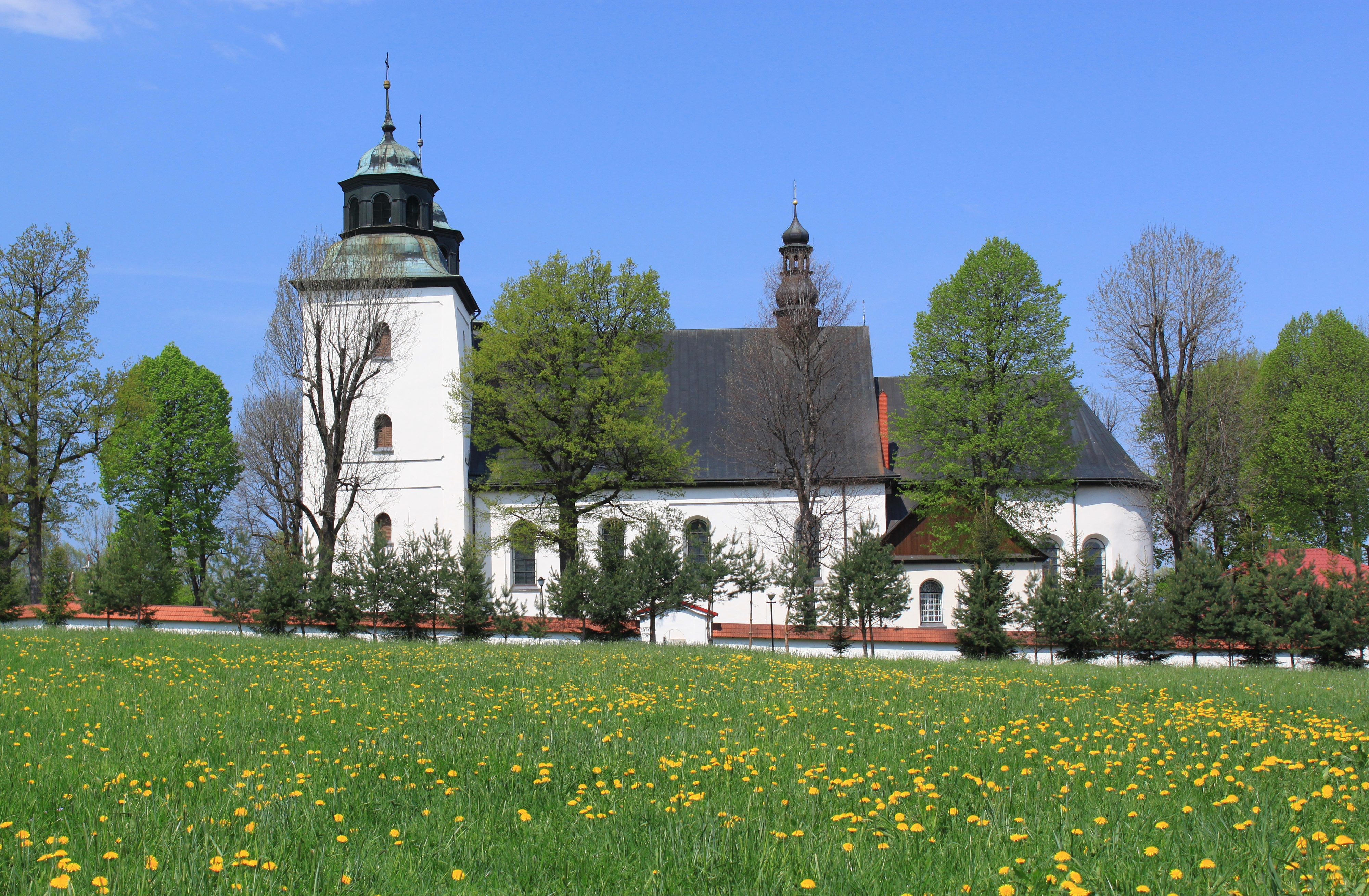
La basilique Saint-Nicolas de Rychwałd.

  - Basilique de la Visitation-de-la-Bienheureuse-Vierge-Marie (en polonais : Bazylika Nawiedzenia Najświętszej Maryi Panny) de Bielsko-Biała.
  - Basilique Saint-Nicolas (en polonais : Bazylika św. Mikołaja) de Rychwałd.

## Évêques
- Tadeusz Rakoczy, du 25 mars 1992 jusqu'à sa retraite le 16 novembre 2013,
- Roman Pindel (it), depuis le 16 novembre 2013.

- Évêques auxiliaires :
  - Janusz Edmund Zimniak, du 25 mars 1992 jusqu'au 16 janvier 2010
  - Piotr Greger depuis le 22 octobre 2011.

### Articles liés
- Église catholique en Pologne
- Liste des diocèses catholiques de Pologne